# Droga wojewódzka 989
Die Droga wojewódzka 989 (DW 989) ist eine zwölf Kilometer lange Droga wojewódzka (Woiwodschaftsstraße) in der polnischen Woiwodschaft Karpatenvorland, die Strzyżów mit Lutcza verbindet. Die Strecke liegt im Powiat Strzyżowski.

## Streckenverlauf
Woiwodschaft Karpatenvorland, Powiat Strzyżowski
-  Strzyżów(Strezow) (DW 988)
- Godowa
- Żyznów
-  Lutcza (DK 19, DW 991)